# Bob Luman
Robert Glynn "Bob" Luman, född 15 april 1937 i Blackjack, Texas, död 27 december 1978 i Nashville, Tennessee, var en amerikansk sångare.
Luman föddes i Blackjack i Texas men växte upp i Nacogdoches i samma delstat. Han uppträdde på Louisiana Hayride på 1950-talet, men hade sin storhetstid under början av 1960-talet. Lumans största hit "Let's Think About Living" gick upp på listorna 1960.
Hans musik höll sig i mittfåran av amerikansk musik, men gled över mot countrymusiken redan under 1960-talet. Uppträdde på Grand Ole Opry i Nashville under 1960-talet.
Han drabbades av hjärtattack under 1975, och gjorde sitt sista uppträdande under 1977. Han avled av lunginflammation 1978.